# Gladiador de Lagden
El gladiador de Lagden (Malaconotus lagdeni) és un ocell de la família dels malaconòtids (Malaconotidae).

## Hàbitat i distribució
Habita els boscos de la zona afrotròpica, localment a les terres baixes i muntanyes de Sierra Leone, Libèria, Costa d'Ivori, est de la República Democràtica del Congo, Ruanda i Uganda.